# بنجامين ويليامسون
بنجامين ويليامسون (بالإنجليزية: Benjamin Williamson)‏ هو رياضياتي أيرلندي، ولد في 1827، وتوفي في 1916.